# 俄吉格蟲
俄吉格蟲（學名：Ogygopsis）是生存於寒武紀的一屬三葉蟲，生活在大陸棚海底。其化石產自南極洲和北美洲的寒武紀地層，特別是伯吉斯頁岩。這類三葉蟲的外骨骼呈寬闊的橢圓形，微微凹入，圓錐狀中軸貫穿全身。多邊形的頭鞍一直延伸到頭部邊緣，中等大小的眼睛則位於頭鞍中心位置，頰部呈三角形。胸部分為八節，肋葉上有很深的溝痕。和其他寒武紀的三葉蟲一樣，牠們的尾甲異常龐大，長度超越頭甲。

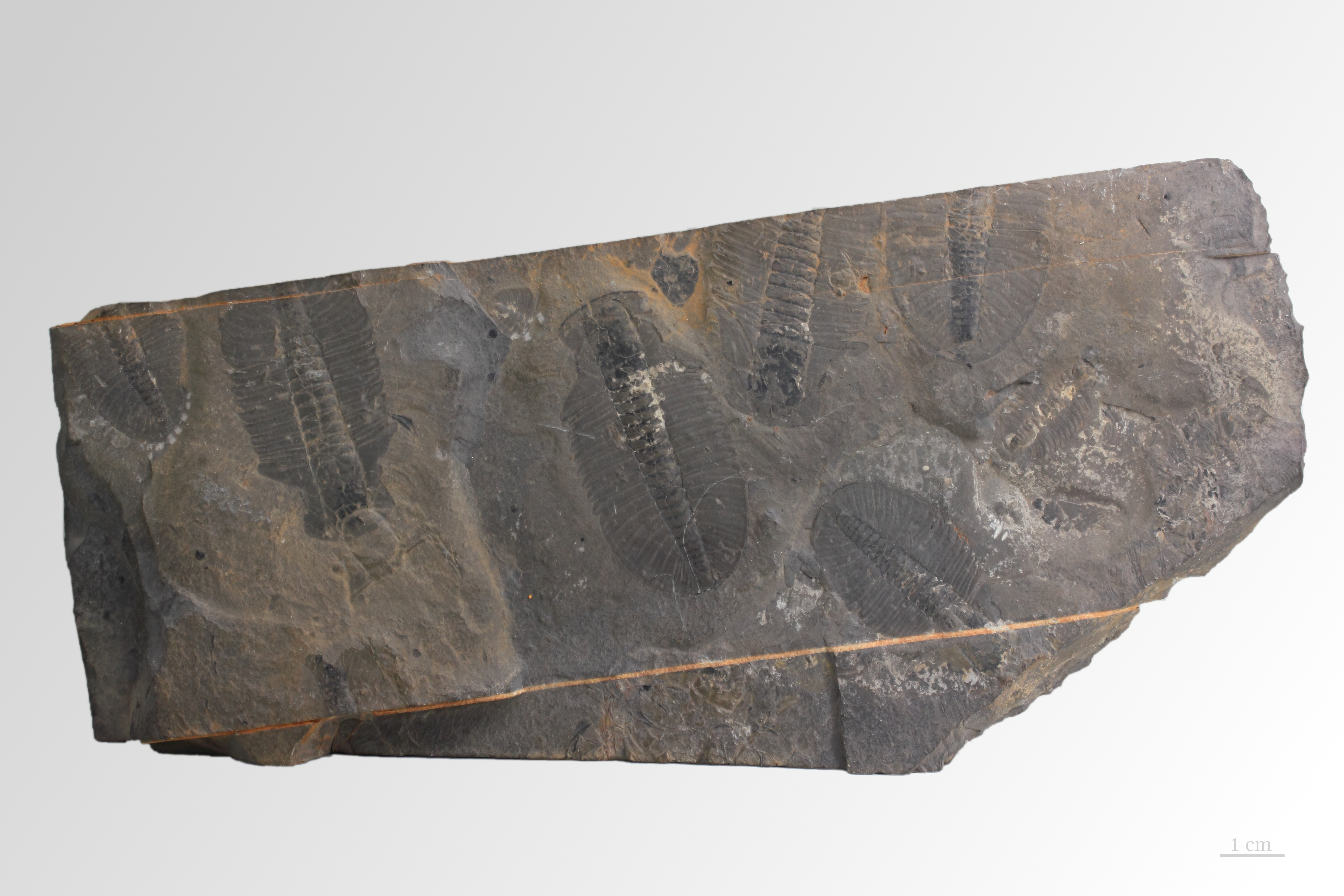
Ogygopsis canadense

## 外部連結
- 维基共享资源上的相關多媒體資源：Ogygopsis
- Ogygopsis （页面存档备份，存于） in the Paleobiology Database